# Ярон, Григорий Маркович
Григо́рий Ма́ркович Яро́н (13 [25] февраля 1893, Санкт-Петербург ― 31 декабря 1963, Москва) ― советский артист оперетты, режиссёр и либреттист, народный артист РСФСР (1940).

## Биография

Могила Ярона на Новодевичьем кладбище Москвы.

Родился в семье известного переводчика и либреттиста Марка Григорьевича Ярона (1863—1893), сына ветеринарного врача из Одессы Генриха Марковича Ярона (1814—1907), и оперной певицы Элеоноры Яковлевны Мелодист (1871—?), уроженки Варшавы из известной клезмерской династии, дочери военного капельмейстера из Полтавы Янкеля-Лейзера Хацкелевича Мелодиста (?—1904).
Учился в драматической школе Петербургского литературно-художественного общества (окончил в 1912), после чего был принят в труппу Петербургского Малого (Суворинского) театра. В оперетте дебютировал в 1911 году. В 1915―1926 играл в театрах в Петрограде, Киеве, Одессе, Харькове, Москве. В 1927 году стал одним из основателей Московского театра оперетты и его первым художественным руководителем (заведующим художественной частью), работал там же как актёр и режиссёр.
Похоронен в Москве на Новодевичьем кладбище.
Вместе с Г. М. Яроном похоронена его жена — Агния Георгиевна Ярон, урождённая Цензор (1897—1970), артистка Московского театра оперетты.

## Творчество
Ярон ― выдающийся артист советской оперетты, обладавший оригинальной творческой фантазией, виртуозно владевший приёмами буффонады, эксцентрики, гротеска. Среди наиболее известных его ролей ― Гробовщик («Женихи» Дунаевского), Граф Кутайсов («Холопка» Стрельникова), Попандопуло («Свадьба в Малиновке» Б. А. Александрова), Герман («Роз-Мари» Стотхарта и Фримля), Пенижек, Пеликан, Воляпюк («Марица», «Принцесса цирка», «Сильва» Кальмана).
Как режиссёр осуществил ряд заметных постановок советских и зарубежных оперетт, среди которых ― «Принцесса цирка» (1927), «Сильва» (1941), «Марица» (1943), «Фиалка Монмартра» (1954) Кальмана, «Свадьба в Малиновке» Б. А. Александрова (1937, премьера), «На берегу Амура» Блантера (1939), «Граф Люксембург» Легара (1960).
Выступал на радио в качестве ведущего лекций-концертов, посвящённых творчеству Ж. Оффенбаха, И. Кальмана, И. Штрауса (сына), Ф. Легара, И. О. Дунаевского (в 1950―1960-е годы). Поставил на радио большое количество монтажей классических оперетт с участием ведущих артистов, солистов оперы и оперетты. Написал книгу «О любимом жанре» (1960, 2-е издание: 1963). Снялся в кинофильме «Мистер Икс» в роли официанта Пеликана.

## Семья
Братья отца:
- Сергей Григорьевич Ярон (1850—1913), присяжный поверенный и театральный критик, гласный киевской городской думы, автор «Воспоминаний о театре» (1898) и других мемуаров.
- Иван Григорьевич Ярон (1852—1919) — драматург, редактор либретто, поэт и переводчик. Его сыновья Владимир Иванович Ярон (1872—1919), генерал-лейтенант, командир 46-го армейского корпуса, участник Белого движения в составе Добровольческой армии и ВСЮР; Александр Иванович Ярон (1875—1935), архитектор в Шанхае.

### Участие в радиомонтажах оперетт
- «Трапезундская принцесса» (Ж. Оффенбах) — Болдуин
- «Путешествие на Луну» (Ж. Оффенбах) — ведущий
- «Жирофле-Жирофля» (Ш. Лекок) — Дон Болеро
- «Корневильские колокола» (Р. Планкет) — старшина
- «Боккаччо» (Ф. Зуппе) — Ламбертуччо
- «Летучая мышь» (И. Штраус-сын) — Токай
- «Граф Люксембург» (Ф. Легар) — князь Франческо
- «Сильва» (И. Кальман) — князь Воляпюк
- «Марица» (И. Кальман) — Пенижек
- «Принцесса цирка» (И. Кальман) — Пеликан
- «Фиалка Монмартра» (И. Кальман) — дядюшка Франсуа
- «Свадьба в Малиновке» (Б. Александров) — Попандопуло

### Фильмография
- 1924 — «Президент Самосадкин» — Илья Иванович Самосадкин, нэпман
- 1958 — «Мистер Икс» — Пеликан
- 1959 — Д/ф «Композитор Имре Кальман» (Григорий Ярон рассказывает о жизни и творчестве Имре Кальмана)
- 1960 — Д/ф «Композитор Жак Оффенбах»
- 1961 — Семейная хроника (мультфильм) — рассказчик
- 1962 — Д/ф «Композитор Ференц Легар» — ведущий передачи, автор текста
- 1962 — «Композитор Исаак Осипович Дунаевский» (в 2-х частях. Реж. Н. Бравко) — ведущий передачи
- 1963 — Д/ф «Мелодии Дунаевского»